# Fernando Hernández
Fernando Hernández Ramos (L'Avana, 11 settembre 1989) è un pallavolista cubano, opposto del Panathīnaïkos.

## Carriera

### Club
La carriera di Fernando Hernández inizia con la formazione provinciale del Ciudad Habana, con la quale partecipa alla Liga Nacional fino al 2012. Dopo essersi ritirato dalla nazionale ed aver osservato un periodo di inattività, nella stagione 2013-14 firma per i JTEKT Stings, club della V.Premier League: a causa di problemi burocratici legati al ritiro dalla nazionale, nella prima annata con il club  giapponese può scendere in campo solo in Coppa dell'Imperatore, mentre nell'annata seguente disputa anche il campionato.
Nella stagione 2015-16 approda nella Superlega italiana, ingaggiato dal Molfetta: resta nello stesso campionato anche per l'annata successiva, vestendo la maglia del Piacenza. Per la stagione 2017-18 si trasferisce in Turchia per giocare con l'Halkbank, con cui conquista la Coppa di Turchia e lo scudetto, venendo premiato come miglior attaccante del campionato. Nell'annata 2018-19 ritorna in Italia, con la neopromossa Emma Villas, in Superlega, categoria dove rimane anche nella stagione successiva difendendo però i colori del Padova. 
Per il campionato 2020-21 torna in forza all'Halkbank, dove milita per un biennio, aggiudicandosi due edizioni della BVA Cup, prima di approdare nell'annata 2022-23 al Panathīnaïkos, nella Volley League greca.

### Nazionale
Fa parte di tutte le selezioni cubane: si aggiudica la medaglia di bronzo al campionato nordamericano Under-19 2006, quella d'oro al campionato nordamericano Under-21 2008, dove viene premiato come miglior servizio, e quella d'argento al campionato mondiale Under-21 2009.
Sempre nel 2009 debutta in nazionale maggiore, vincendo l'oro al campionato nordamericano e l'argento alla Grand Champions Cup; un anno dopo vince ancora un argento al campionato mondiale, per poi bissare l'oro al campionato nordamericano 2011, dove viene premiato come miglior servizio, centrare la medaglia d'argento ai XVI Giochi panamericani, premiato ancora come miglior servizio del torneo, e partecipare alla Coppa del Mondo, risultando il miglior realizzatore della competizione. Nel 2012 dice addio alla nazionale cubana, per poter giocare all'estero.

## Palmarès

### Club
- Campionato turco: 1

2017-18
- Coppa di Turchia: 1

2017-18
- BVA Cup: 2

2020, 2021

### Nazionale (competizioni minori)
- Campionato nordamericano Under-19 2006
- Campionato nordamericano Under-21 2008
- Campionato mondiale Under-21 2009
- Giochi panamericani 2011

### Premi individuali
- 2008 - Campionato nordamericano Under-21: Miglior servizio
- 2011 - Campionato nordamericano: Miglior servizio
- 2011 - XVI Giochi panamericani: Miglior servizio
- 2011 - Coppa del Mondo: Miglior realizzatore
- 2016 - Superlega: Miglior servizio[3]
- 2017 - Superlega: Miglior attaccante[4]
- 2018 - Efeler Ligi: Miglior attaccante